# 竹中凌平
竹中 凌平（たけなか りょうへい、1993年9月22日 - ）は、日本の俳優。千葉県出身。

## 略歴・人物
- 2015年3月、東京ワンピースタワー ONE PIECE LIVE ATTRACTION モンキー・D・ルフィ役でデビュー。以降、2.5次元舞台をはじめ、数多くの舞台で主役を好演。
- 2019年1月23日、デビューシングル『Reason』をリリース。TVアニメ「W`z《ウィズ》」の主題歌であり、自身も舞台版で主演ユキヤ役を演じた。シングル収録のカップリング曲「インナーチャイルド」は自ら作詞した。
- 2021年、自らが作詞を手がけた意欲作である、1stアルバム『Juvenile』をリリース。
- 趣味：映画・音楽鑑賞、読書。
- 特技：卓球（小学校～高校：関東大会団体5位）、水泳、テニス、作詞。
- 普通自動車免許を保有(GOLD)
- 好きな色：オレンジ(2023.7月時点)
- 好きな食べ物・飲み物：焼肉(ハラミ)、ブラックコーヒー(2023.5月時点)
- チャームポイント：鎖骨
- 2021年12月31日に合同会社ドリーヴスを円満退所。2022年1月1日からフリーで活動。2022年4月1日より株式会社Allenに所属。

## 出演
太字は主演。

### 舞台
2015年
- 東京ワンピースタワー ONE PIECE LIVE ATTRACTION（2015年3月13日 - 2016年4月10日） - モンキー・D・ルフィ 役

2016年
- Tokyo Cinema Union第二回公演「レイも過ぎれば」（2016年10月27日 - 30日、at THEATRE） - 須藤業 役

2017年
- 「むばたまの夜に降る白雪の月影」（2017年3月28日 - 2017年4月2日、日暮里d倉庫） - イヴ 役
- 朗読劇『学園デスパネル』（2017年8月11日 - 12日、@座・高円寺） - 社長 役
- 2.5次元ダンスライブ『ツキウタ。』ステージ - 卯月新 役
  - 第4幕「Lunatic Party」（2017年10月11日 - 15日、六本木ブルーシアター）
  - 第5幕「Rabbits Kingdom」（2017年11月30日 - 12月3日、大阪:サンケイホールブリーゼ/12月7日 - 22日、東京:AiiA 2.5 Theater Tokyo）

2018年
- 熱海殺人事件 -ザ・ロンゲスト・スプリング-（2018年1月19日 - 21日、アトリエファンファーレ高円寺） - 大山金太郎 役
- 舞台「大正浪漫探偵譚 -六つのマリア像-」（2018年4月18日 - 22日、シアター1010） - 少年探偵団・イノ 役
- 劇団アレン座 第2回本公演「空行」（2018年6月6日 - 12日、千本桜ホール） - ヒロト 役
- 男子はつらくないよ？（2018年7月29日 - 8月4日、三越劇場）- ジュン 役
- 家庭教師ヒットマンREBORN! the STAGE - 沢田綱吉 役
  - 家庭教師ヒットマンREBORN! the STAGE （2018年9月21日 - 30日、東京:天王洲 銀河劇場 / 10月3日 - 6日、大阪:メルパルク大阪）[1]
- 2.5次元ダンスライブ『ツキウタ。』ステージ - 卯月新 役
  - 第6幕『紅縁』（2018年10月18日 - 11月4日、品川プリンスホテル ステラボール）[2]
  - 第7幕『CYBER -DIVE- CONNECTION』（2018年12月5日 - 9日、東京:ヒューリックホール東京/12月13日 - 16日、大阪:メルパルク大阪）[2]

2019年
- 夢王国と眠れる100人の王子様 On Stage（2019年1月31日 - 2月3日、シアター1010/2月7日 - 11日、ステラボール）- キエル 役 ※W主演[3]
- 2.5次元ダンスライブ『ツキウタ。』ステージ - 卯月新 役
  - 第8幕『TSUKINO EMPIRE-Unleash your mind』（2019年3月27日 - 3月31日、舞浜アンフィシアター）
- SPECTACLE STAGE W'z《ウィズ》（2019年4月10日 - 14日、シアターサンモール）- ユキヤ 役[4]
- 家庭教師ヒットマンREBORN! the STAGE - 沢田綱吉 役
  - 家庭教師ヒットマンREBORN! the STAGE -vs VARIA part I-（2019年6月14日 - 23日、東京：シアター1010 / 6月27日 - 30日、大阪：柏原市民文化会館 リビエールホール）[5]
- 博多豚骨ラーメンズ（2019年7月13日 - 21日、シアターサンモール） - 林憲明 役[6] [7]
- 松竹製作 形新派公演 松井須磨子没後百年追悼公演・朗読劇「女優」（2019年8月11日、新橋演舞場）- 中山晋平 役 ※ゲスト出演
- 舞台「キャッシュ・オン・デリバリー」（2019年10月10日 - 14日、品川クラブeX）- ノーマン・バセット 役 ※W主演
- 演劇集団Z-Lion 舞台「裏からGood Schoolへ」（2019年11月20日 - 24日、シアターサンモール）- 小島たかし 役

2020年
- 家庭教師ヒットマンREBORN! the STAGE - 沢田綱吉 役
  - 家庭教師ヒットマンREBORN! the STAGE -vs VARIA part II-（2020年1月6日 - 13日、東京：天王洲 銀河劇場 / 1月17日 - 19日、大阪：梅田芸術劇場 シアター・ドラマシティ）
- 舞台「Jの総て」（2020年4月9日 - 12日、天王洲 銀河劇場）- 主演・J 役[8][9]※感染症の影響により公演中止
- 舞台「BEASTARS THE STAGE」（2020年4月30日 - 5月4日、東京:日経ホール / 2020年5月8日 - 10日、大阪:松下IMPホール）- ルイ 役 ※W主演 ※感染症の影響により公演中止
- 朗読劇「星降る街」-（2020年7月12日、配信） - 和彦 役
- 舞台「SERVAMP-サーヴァンプ-」-（2020年11月27日 - 12月6日、こくみん共済coopホール / スペース・ゼロ） - 城田真昼 役[10]
- サイコーのパス（2020年12月16日 - 20日、中野ザポケット）- 村上 役

2021年
- リバースヒストリカ（2021年1月13日 - 17日、新宿村LIVE） - 松浦 / 豊臣秀吉 役
- 君に贈る朗読劇「サトラレ～the reading～」（2021年3月27日 - 28日、MsmileBOX渋谷） -  A 里見健一 / B 大槻翔 役
- 家庭教師ヒットマンREBORN! the STAGE - 沢田綱吉 役
  - 家庭教師ヒットマンREBORN! the stage -episode of FUTURE- 前編（2021年7月16日 - 8月1日、東京：天王洲 銀河劇場 / 8月6日 - 15日、大阪：サンケイホールブリーゼ）
  - 家庭教師ヒットマンREBORN! the stage -episode of FUTURE- 後編（2021年7月27日28日 - 8月1日、東京：天王洲 銀河劇場 / 8月13日から15日、大阪：サンケイホールブリーゼ）※東京公演27日は出演者の体調不良、大阪公演は感染症の影響により公演中止
- ドラマリーディング「とんでもない女」（2021年12月3日 - 12日、六本木トリコロールシアター）- ステージディレクション 役

2022年
- 『あんさんぶるスターズ!THE STAGE』- 明星スバル 役
  - あんさんぶるスターズ!THE STAGE -Track to Miracle-（2022年2月19日 - 27日、東京：日本青年館ホール / 3月4日 - 13日、神戸：AiiA 2.5 Theater Kobe）[11]
  - あんさんぶるスターズ!THE STAGE -Witness of Miracle-（2022年10月7日 - 16日、東京：品川プリンスホテル ステラボール / 10月21日 - 30日、京都:京都劇場 / 11月3日 - 6日、大阪：COOL JAPAN PARK OSAKA WWホール）[12]
- リーディングドラマ「幽霊ハウス」（2022年4月6日 - 10日、新宿村LIVE）- 佐々木保 役
- 演劇集団Z-Lion「テーマ 我が家の家族」（2022年5月18日 - 22日、俳優座劇場）- 若い頃の桑野直哉 役
- 劇団アレン座 第8回本公演「アジール街に集う子たち」（2022年7月2日 - 10日、吉祥寺シアター）- ユーヤ 役[13]
- 舞台「佐々木と宮野」（2022年7月23日 - 31日、シアター1010） - 宮野由美 役 [14][15]
- 劇団ココロゴス 第2回公演（2022年8月6日、KFCホール）- 劇団員候補（ゲスト）
- 劇団アレン座 第9回本公演「点滅」（2022年12月7日 - 11日、サンモールスタジオ※12月7日プレ公演 / 12月20日 - 25日、アトリエファンファーレ高円寺 / 12月27日 - 31日、小劇場楽園）- 川上健太 役[16]

2023年
- Allen suwaruプロデュース公演「いい人間の教科書。」（2023年2月8日 - 13日、すみだパークシアター倉）- 竹中凌平 役[17]
- 『あんさんぶるスターズ!THE STAGE』- 明星スバル 役
  - あんさんぶるスターズ!THE STAGE -Party Live-（2023年3月25日 - 26日、ぴあアリーナMM）
- 舞台「ブルーロック」（2023年5月4日 - 7日、サンケイホールブリーゼ / 5月11日 - 14日、サンシャイン劇場）- 潔世一 役[18]
- 舞台「大正浪漫探偵譚-エデンの歌姫-」（2023年7月5日 - 7月12日、草月ホール）- 東堂解 役[19]
- ロンドンコメディ「Run For Your Wife」日替りゲスト（2023年7月18日 - 14:00回、あうるすぽっと）- 新聞記者 役[20]
- アナタを幸せにする世界の伝説シリーズvol.4「The Dawn of The Ragnarøk（ザ・ドーン・オブ・ザ・ラグナロク）〜異聞・北欧神話〜」（2023年9月16日 - 9月24日、新宿シアターサンモール）- トール（アース神族）役[21]
- ミュージカル「東京リベンジャーズ」（2023年11月24日 - 26日、天王洲 銀河劇場 / 12月1日 - 3日、メルパルクホール大阪）- 花垣武道 役[22][23]

2024年
- 舞台「ブルーロック」- 潔世一 役
  - 舞台「ブルーロック」2nd STAGE（2024年1月18日 - 21日、京都劇場 / 1月25日 - 31日、ヒューリックホール東京）
  - 舞台「ブルーロック」3rd STAGE（2024年8月9日 - 12日、東大阪市文化創造館 Dream House 大ホール / 8月17日 - 25日、シアターH）[24]
- 劇団アレン座 第10回本公演「僕らは未だに定まらない」―この中には世界の光と闇が入っているー （2024年3月13日 - 17日、東京：シアターモリエール / 3月22日 - 24日、大阪：ABC Hall）- バニア（三上恭矢） 役
- 朗読劇「文豪LETTERS」（2024年6月8日、ドームホール (北とぴあ6F) ）
- MNOP+S #1『始まりの門』（2024年6月21 -24日、Route Theater）- 男（上里英介） 役
- アナタを幸せにする世界の伝説シリーズ・ファイナル、音楽劇『ヴィーデン劇場の魔笛〜モーツァルト伝説〜』（2024年9月20日、シアターサンモール）-第2部ライブコーナー ゲスト
- ミュージカル「神が僕を創る時」（2024年10月18日 - 27日、こくみん共済 coop ホール / スペース・ゼロ） - 林 役 ※Wキャスト[25]
- 朗読劇「スタートライン」（2024年11月4日、ヒューリックホール東京）ｰホッタ 役[26]

2025年
- 劇団アレン座 第11回本公演 舞台「1925-2025」（2025年1月7日 - 13日、吉祥寺シアター）[27]
- ミュージカル「東京リベンジャーズ」#2 Bloody Halloween（2025年3月28日 - 4月6日、天王洲 銀河劇場 / 4月11日 - 13日、京都劇場）- 花垣武道 役[28]
  - ミュージカル「東京リベンジャーズ」ライブ「リベミュ祭」（2025年10月31日 - 11月3日、日本青年館ホール / 11月8日・9日、森ノ宮ピロティホール）[29]
- 舞台「ブルーロック」 - 潔世一 役
  - 舞台「ブルーロック」4th STAGE（2025年5月15日 - 25日、THEATER MILANO-Za / 5月30日 - 6月1日、東大阪市文化創造館 Dream House 大ホール）[30]
  - 舞台「ブルーロック -EPISODE 凪-」（2025年11月20日 - 30日〈予定〉、東京ドームシティ シアターGロッソ）[31]
- 舞台「刀剣乱舞」士伝 真贋見極める眼（2025年7月6日 - 21日、日本青年館ホール / 7月26日 - 8月3日、東京建物 Brillia HALL 箕面 大ホール / 8月8日 - 11日、久留米シティプラザ ザ・グランドホール） - 浦島虎徹 役[32][33]
- 舞台「探偵東堂解の事件録 -大正浪漫探偵譚-」（2025年9月20日 - 9月28日、すみだパークシアター倉）- 緑山公太郎 役

2026年
- 舞台「TOU -REBUILD-」（2026年1月13日 - 1月20日、IMAホール）- 紅緋（べにひ）役

### ライブ
- 『TSUKISTA. Memorial Tour 2018』- 卯月新 役
  - 2018年2月13日 - 14日：EX THEATER ROPPONGI（東京 / スタンディング）
  - 2018年2月16日 - 18日：日テレらんらんホール（東京）
  - 2018年2月24日 - 25日：信義劇場Legacy Max（台湾 / ゲネプロ公演含む）
  - 2018年3月2日 - 3日：オリックス劇場（大阪）
  - 2018年3月4日：豊田市民文化会館大ホール（愛知）
  - 2018年3月10日 - 11日：仙台GIGS（宮城 / スタンディング / ライブビューイング）
- 『LUNATIC LIVE 2018』- 卯月新 役
  - Ver.BLUE 2018年12月26日︰大宮ソニックシティ大ホール（埼玉）
  - Ver.RED 2018年12月27日︰大宮ソニックシティ大ホール（埼玉）
- 餃子フェスOSAKA2019：2019年5月4日、大阪城公園
- 五木ひろしの異次元ライブ2021～再リベンジ編～︰2021年10月13日、LINECUBE SHIBUYA
- バースデーライブ『Flare』︰2021年10月30日、赤羽ReNY alpha

### 映画
2016年
- 立川市魅力発見映画2016 たちかわプロモーションムービー 「立川メリミー」- 中村進 役
- 「イタズラなKiss THE MOVIE 番外編 斗南篇」- イケメン大学生 役

2017年
- 東宝映画「となりの怪物くん」- 同級生役

2023年
- 「物体 -妻が哲学ゾンビになった-」 - 連続殺人鬼 植島龍臣 役

### CM
- AOKI ストレッチスーツ（2016年10月 - 2クール）
- 第一興商（2016年12月 - 1年間）
- カーセンサー（2017年4月～2020年）

## 作品

### シングル
|        | 発売日        | タイトル | 規格品番 | 規格品番 | オリコン 最高位 |
| 通常盤 | 発売日        | タイトル | アニメ盤 |          | オリコン 最高位 |
| ------ | ------------- | -------- | -------- | -------- | --------------- |
| 1st    | 2019年1月23日 | Reason   | FBAC-077 | FBAC-076 |                 |

### タイアップ曲
| 楽曲   | タイアップ                                      | 時期   |
| ------ | ----------------------------------------------- | ------ |
| Reason | テレビアニメ『W'z《ウィズ》』オープニングテーマ | 2019年 |

### 作詞
- 竹中凌平 - 「インナーチャイルド」

### アルバム
|            | 発売日        | タイトル | 規格品番 | 規格品番 | オリコン 最高位 |
| 初回限定盤 | 発売日        | タイトル | 通常盤   |          | オリコン 最高位 |
| ---------- | ------------- | -------- | -------- | -------- | --------------- |
| 1st        | 2021年2月17日 | Juvenile | FBAC-133 | FBAC-134 |                 |

### 作詞
- 竹中凌平 - 「インナーチャイルド」
- 竹中凌平 - 「Campanella」
- 竹中凌平 - 「Yar Blues に沈む」
- 竹中凌平 - 「虫の夢」
- 竹中凌平 - 「螢」
- 竹中凌平 - 「浴槽と抜け殻」
- 竹中凌平 - 「夏風メランコリー」
- 竹中凌平 - 「ミサイル」
- 竹中凌平 - 「ひだまり」
- 竹中凌平 - 「バッドエンドと知りながら」

### 写真集
- 1st写真集「発露-impression-」（2020年）

### カレンダー
- 竹中凌平新元号・令和カレンダー（2019/5-2020/4）
- 竹中凌平・カレンダー2020「parallel」（2020/4-2021/3）
- 竹中凌平カレンダー2021（2021/4-2022/3）
- 竹中凌平カレンダー2023（2023/1-2023/12）